# Oléoduc Caño Limón-Coveñas
L'oléoduc Caño Limón–Coveñas est un oléoduc situé en Colombie qui relie le champ pétrolifère de Caño Limón dans les municipalités d'Arauca et Arauquita (département d'Arauca, à la frontière avec le Venezuela) au port de Coveñas sur la côte Caraïbe colombienne. Il est la propriété conjointe de la société étatique colombienne Ecopetrol et de la compagnie américaine Occidental Petroleum.

## Caractéristiques
L'oléoduc Caño Limón–Coveñas fait 780 km de long. Il permet le transit de 35 000 barils par heure.

## Histoire

### Construction
L'oléoduc a été inauguré en avril 1986. 

### Attaques
Durant son existence, l'oléoduc a souvent fait l'objet d'attaques de guérillas qui s'opposent au gouvernement colombien. L'ELN, traditionnellement impliqué dans ce type d'attaques, diffusa un communiqué disant que « dans notre pays, la politique énergétique ne donne pas la priorité à l'investissement [en Colombie] mais à l'exploitation et la consommation qui sacrifie les générations futures. »[réf. nécessaire]. Avec les FARC, ils ont maintes fois saboté ou fait exploser des sections de l'oléoduc. 
En réponse à ces menaces, le gouvernement colombien a militarisé la zone. Pendant plusieurs années, une taxe sécuritaire a été imposée aux producteurs de la région, également la cible d'extorsion ou de kidnappings de la part des guérillas. Occidental Petroleum a également engagé la société de sécurité AirScan (en) pour aider les militaires colombiens dans la défense de ses opérations. 
|                                 | 2001 | 2002 | 2003 | 2004 |
| ------------------------------- | ---- | ---- | ---- | ---- |
| Tous                            | 263  | 74   | 179  | 103  |
| Caño Limón-Coveñas              | 170  | 41   | 34   | 17   |
| Source: Bibliothèque du Congrès |      |      |      |      |

En 2001, il y a eu 170 attaques de l'oléoduc. Il fut hors-service durant 266 jours cette année-là. Le gouvernement estime que ces attaques ont réduit le PIB colombien de 0,5 %[réf. nécessaire]. Occidental Petroleum a fait du lobbying pour accroître l'implication américaine dans la protection de l'oléoduc. Le gouvernement des États-Unis a accru l'aide militaire de 98 millions de dollars en 2003[réf. nécessaire]. Les attaques sur l'oléoduc ont fortement diminué durant les années suivantes.
En 1998, AirScan (en) pris le village de Santo Domingo pour un repaire de guérilleros, ce qui a conduit le 13 décembre à une attaque par arme à sous-munitions par l'armée colombienne, qui tua dix-sept civils dont neuf enfants,. L'incident conduisit à différentes actions en justice contre toutes les parties impliquées, dont certaines sont toujours en cours.